# Róg (Harsz)
Róg – przysiółek w Polsce, położony w województwie warmińsko-mazurskim, w powiecie węgorzewskim, w gminie Pozezdrze.
W latach 1975–1998 miejscowość administracyjnie należała do województwa suwalskiego.
Leży nad jeziorem Harsz.